# Fenimorea kathyae
Fenimorea kathyae es una especie de gastrópodo marino perteneciente a la familia Drilliidae.

## Descripción
Su concha puede crecer hasta los 36 mm.

## Distribución
Esta especie vive en la zona demersal del Golfo de México, y en Barbados a profundidades entre los 58 y 152 m.